# Conus prometheus
Conus prometheus é uma espécie de gastrópode do gênero Conus, pertencente à família Conidae.